# Les Gestes du repas
Pour plus de détails, voir Fiche technique et Distribution.
Les Gestes du repas est un court métrage documentaire belge réalisé par Luc de Heusch, sorti en 1958.
Luc de Heusch réalise un essai en ethno-fiction cinématographique en captant les gestes quotidiens et répétitifs de ses compatriotes en rapport avec les repas, toutes classes sociales confondues. 

## Synopsis
À travers diverses situations (le marché, le repas rapide, le dîner, le repas de fête…), il tente de définir les Belges par leur façon de manger et réalise, sous l'apparence sérieuse d'un documentaire, une fantaisie parfois virulente sur la Belgique.

## Fiche technique
- Titre : Les Gestes du repas
- Réalisation : Luc de Heusch
- Scénario : Luc de Heusch, Jacques Delcorde
- Photographie : Charles Abel
- Son : Paul Leponce
- Voix : Paul Anrieu
- Pays d'origine :  Belgique
- Format : Noir et blanc— 35 mm — 1,37:1 — Son : Mono
- Genre : Documentaire, 35 mm, noir et blanc, , 1958
- Durée : 22 min